# EU.CLIDES
EU.CLIDES, nome artístico de Euclides Gomes (n. Praia, Cabo Verde, 6 de maio de 1996), é um artista musical luso-cabo-verdiano.
Nascido em Cabo Verde, mudou-se para Portugal com apenas um ano. Começou a estudar música aos oito anos, altura em que ingressou no Conservatório de Aveiro. É guitarrista de formação.
Ganhou maior notoriedade ao participar no Festival da Canção, em 2021, com "Volte-Face", música composta por Pedro da Linha e com letra de Tota. Nesse ano, continuou a colaborar com Tota, assinando a participação portuguesa no New European Songbook 2021, uma iniciativa da EBU dedicada a novos talentos, em que a RTP participou. A canção chamava-se "Raio Verde".
O seu EP de apresentação, Reservado, venceu o Prémio José Afonso de 2022. Nesse ano, e ainda sem álbum, foi reconhecido como Artista Revelação nos Prémios Play. Ao lado de Tota, também foi venceu na categoria de Música, na Mostra Nacional de Jovens Criadores, em dezembro de 2022.
O seu álbum de estreia, DECLIVE, foi editado a 10 de março de 2023.